# Cerco de Iorque
‎
‎O Cerco de Iorque‎‎ em 1644 foi uma disputa prolongada por ‎‎Iorque durante a Primeira Guerra ‎‎Civil Inglesa‎‎, entre o exército ‎‎escocês Covenanter‎‎ e os exércitos ‎‎parlamentares‎‎ da Associação do Norte e da Associação Oriental, e o Exército ‎‎Monarquista‎‎ sob o ‎‎Marquês de Newcastle.‎‎ Durou de 22 de abril a 1 de julho, quando a cidade foi aliviada pelo ‎‎Príncipe Rupert do Reno.‎‎ Rupert e Newcastle foram derrotados no dia seguinte na batalha decisiva ‎‎de Marston Moor, ‎‎e o cerco recomeçou até que a cidade fosse entregue em termos fáceis em 16 de julho.‎

## Cerco - abril a junho
‎Newcastle enviou a maior parte de sua cavalaria para fora da cidade para se juntar a outros exércitos monarquistas. Embora perseguidos de perto, eles escaparam. Sob o comando do Tenente-General de Cavalos de Newcastle, ‎‎Lorde Goring,‎‎ eles se mudaram para o sul em ‎‎Derbyshire‎‎ e posteriormente, cruzaram os Pennines para ‎‎Lancashire.‎‎ Uma guarnição de 800 cavalos e 5.000 pés permaneceu em Iorque sob Newcastle e seu tenente-general de pé, ‎‎Lorde Eythin.‎

## Cerco - junho
‎O exército parlamentar da ‎‎Associação Oriental,‎‎ sob o ‎‎Conde de Manchester,‎‎ até agora tinha desempenhado pouco papel ofensivo na guerra. Em 6 de maio, eles ‎‎invadiram Lincoln, ‎‎removendo a última guarnição monarquista em sua área, o que lhes permitiu operar mais longe. Eles se mudaram para se juntar aos sitiantes de Iorque em 3 de junho, tomando o até então desprotegido setor norte entre o Ouse e Foss. Outra ponte de barcos foi construída através do Ouse em ‎‎Poppleton‎‎ para permitir comunicações entre eles e os outros exércitos. Com o setor norte seguro, um grande número de cavalos parlamentares poderia ser poupado para limpar a área ao redor da cidade. Várias pequenas guarnições monarquistas próximas, como o Castelo ‎‎de Crayke,‎‎ foram capturadas.‎

## Alívio
Naquela noite, o exército realista foi derrotado na Batalha de Marston Moor, com retardatários e fugitivos a caminho de Iorque. Sir Henry Slingsby escreveu mais tarde em suas 'Memórias'; "Chegamos atrasados a Iorque, o que causou uma grande confusão: pois no bar ninguém sofria para entrar, exceto os da cidade, então a rua inteira estava apinhada de pessoas feridas e coxas, que fez um grito lamentável entre eles ". 